# دان إنغرام
دان إنغرام (بالإنجليزية: Dan Ingram)‏ هو مقدم برامج إذاعية ودي جيه أمريكي، ولد في 7 سبتمبر 1934 في أوشنسايد في الولايات المتحدة، وتوفي في 24 يونيو 2018 بسبب خرف.